# Amalie Håkonsen Ous
Amalie Håkonsen Ous (* 23. April 1996) ist eine norwegische Skilangläuferin.

## Werdegang
Ous, die für den Verein Nes Ski startet, trat im Dezember 2012 in Sjusjøen erstmals im Scandinavian Cup an und belegte dabei den 33. Platz im Sprint. Bei den Nordischen Junioren-Skiweltmeisterschaften 2014 im Fleimstal errang sie den 13. Platz im Sprint. Im folgenden Jahr kam sie bei den Nordischen Junioren-Skiweltmeisterschaften 2015 in Almaty auf den 17. Platz im Sprint. Im Skilanglauf-Weltcup debütierte sie im März 2015 in Drammen und belegte dabei den 48. Platz im Sprint. Bei den Nordischen Junioren-Skiweltmeisterschaften 2016 in Râșnov gewann sie die Silbermedaille mit der Staffel und die Goldmedaille im Sprint. Im März 2017 holte sie in Drammen mit dem 30. Platz im Sprint ihren ersten Weltcuppunkt. In der Saison 2017/18 kam sie mit drei Top-Zehn-Platzierungen, darunter Platz drei im Sprint in Vuokatti, auf den achten Platz in der Gesamtwertung des Scandinavian Cups. Bei den U23-Weltmeisterschaften 2018 in Goms lief sie auf den 13. Platz über 10 km klassisch und auf den vierten Rang mit der Staffel und bei den U23-Weltmeisterschaften 2019 in Lahti auf den 48. Platz im 15-km-Massenstartrennen und auf den fünften Rang im Sprint.

## Erfolge

### Siege bei Continental-Cup-Rennen
| Nr. | Datum         | Ort      | Disziplin       | Serie            |
| --- | ------------- | -------- | --------------- | ---------------- |
| 1.  | 19. März 2022 | Akureyri | Sprint Freistil | Scandinavian-Cup |

### Medaillen bei nationalen Meisterschaften
- 2019: Silber mit der Staffel
- 2020: Gold mit der Staffel
- 2022: Silber im Sprint